# Sericopimpla ryukyuensis
Sericopimpla ryukyuensis là một loài tò vò trong họ Ichneumonidae.